# Gil Ramírez Dávalos (parroquia)
La parroquia Gil Ramírez Dávalos ubicada en el centro del cantón de Cuenca (Ecuador), la parroquia es parte de la Provincia del Azuay.
Lleva este nombre por la contribución del explorador y conquistador español hacia la fundación de esta ciudad en 1557 por una petición de Rodrigo Nuñez de Bonilla.

## Historia
Gil Ramírez Dávalos quien es hoy en día un personaje histórico dentro del Ecuador, lleva el título de ser el fundador de la ciudad de Cuenca, fue por esta participación histórica que, dentro del cantón de Cuenca la parroquia ubicada en el Centro Histórico de la ciudad lleve su nombre.
Don Gil Ramírez Dávalos quien había sido enviado por el Virrey del Perú, Andrés Hurtado de Mendoza, se encargó de fundar Cuenca el 12 de abril de 1557.
Lo que hoy en día convierte a Cuenca en la tercera ciudad más importante del país se da  con la disolución de Ecuador en la Gran Colombia en 1821-1822 Cuenca sea asignada como capital del departamento del sur, y en un futuro de la provincia del Azuay. Gracias a "Don" Gil Ramírez Dávalos esta ciudad goza de una arquitectura increíble y una cultura inigualable, sin duda, un histórico en la "Atenas del Ecuador".

## Geografía

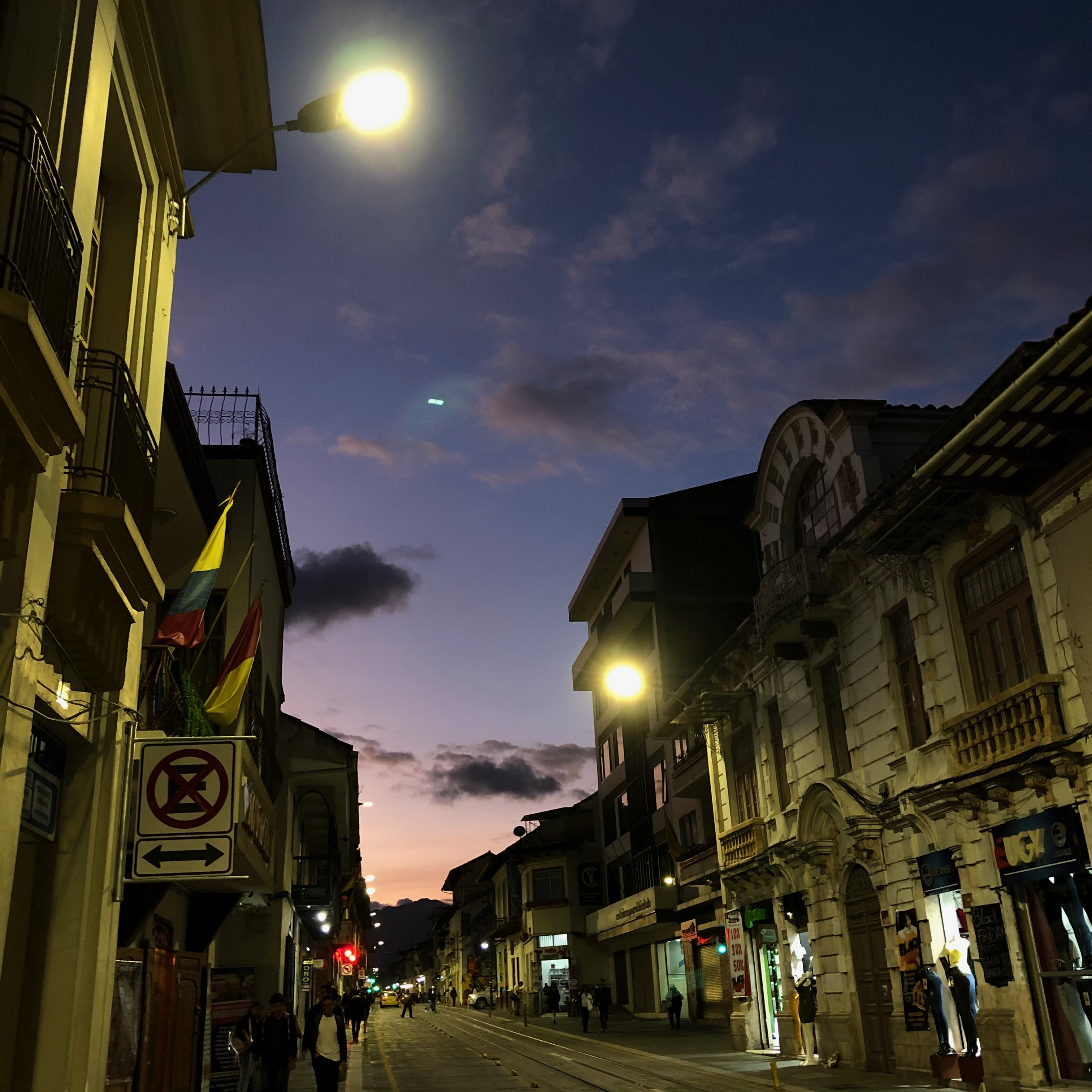
Calle Mariscal Lamar en el Centro histórico de Cuenca (Ecuador)

La parroquia Gil Ramírez Dávalos, se encuentra delimitada de la siguiente manera: desde el cruce de la vereda oriental de la calle Coronel Tálbot y la vereda sur de la Calle Vega Muñoz, parte en sentido oriental por la vereda sur de la calle Vega Muñoz, hasta llegar a la vereda occidental de la calle Benigno Malo; siguiendo en dirección sur por la vereda occidental de la calle Benigno Malo, hasta la margen Norte del Río Tomebamba; continúa aguas arriba por la margen norte del Río Tomebamba hasta la prolongación de la vereda oriental de la calle Coronel Tálbot; de este punto toma la dirección norte por la vereda oriental de la Calle Coronel Tálbot, hasta la intersección con la vereda sur de la calle Vega Muñoz.
El sector Urbano de la ciudad de Cuenca está formado por las parroquias de: Bellavista, Cañaribamba, El Batán, El Sagrario, El Vecino, Hermano Miguel, Huayna Cápac, Machángara, Monay, San Blas, San Sebastián, Sucre, Totoracocha, Yanuncay, Gil Ramírez Dávalos.

## Gastronomía
En esta parroquia como cualquier otra en la ciudad cuencana su plato principal es el Cuy con papas y el infaltable Mote, el Mote pillo con carne asada y sus postres como el buñuelo con miel no se quedan atrás, sin embargo, la gastronomía en este pequeño lugar ha evolucionado comercialmente y culturalmente. Restaurantes de gastronomía nacional como el Raymipamba ofreciendo comida típica ecuatoriana hasta cadenas de comida rápida como Pío Pío han abierto una variedad de oportunidades al consumidor, manteniendo la gastronomía típica de la ciudad con un toque internacional.

## Transporte urbano

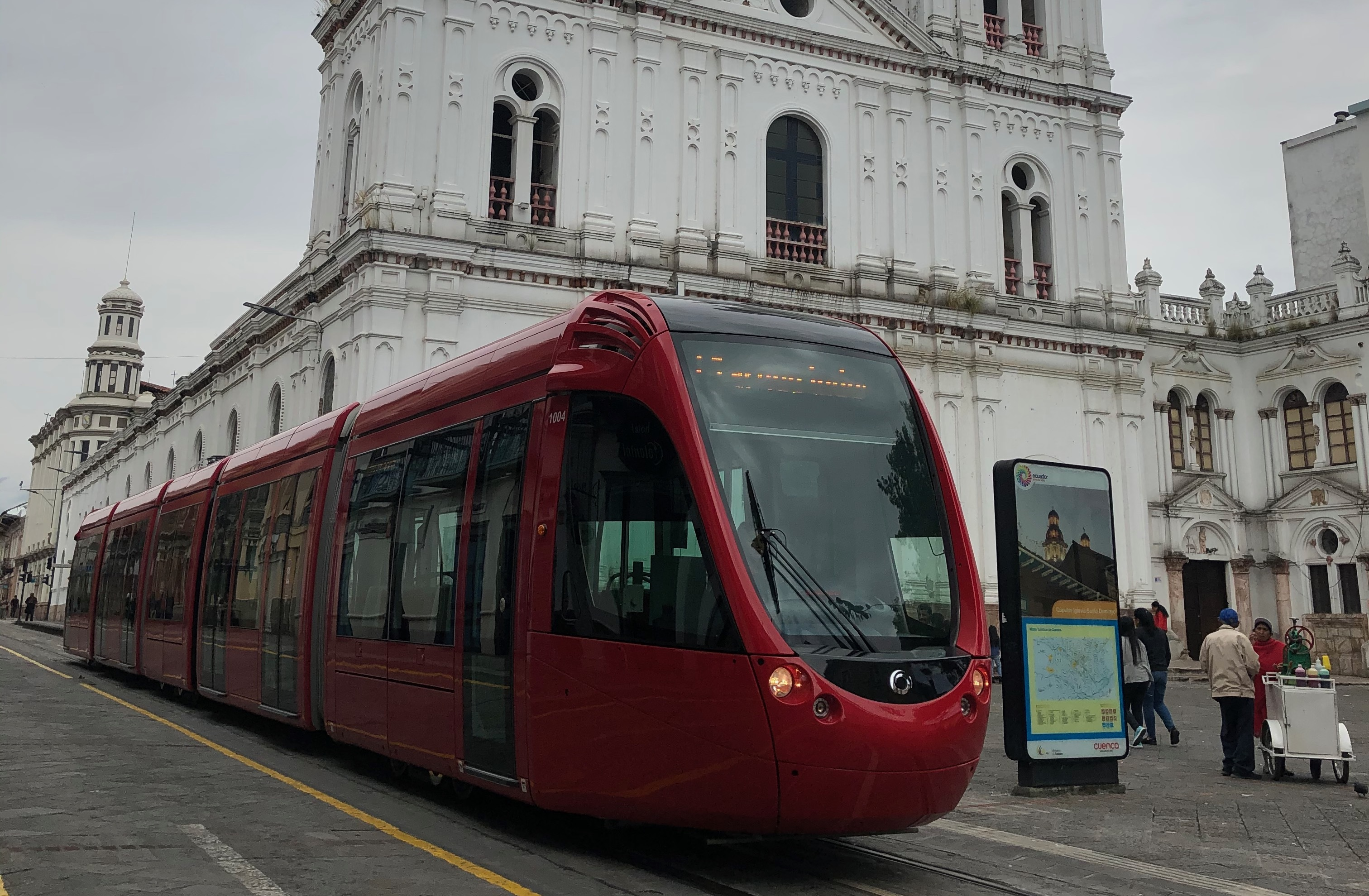
Tranvía de Cuenca circulando por el Centro histórico de la ciudad. Atrás la Iglesia de Santo Domingo

En esta parroquia el transporte urbano se da mediante los buses que circulan dentro de la ciudad. El Tranvía de Cuenca es el método de transporte más moderno con el que la ciudad cuenta en este momento, el tranvía contiene paradas en las calles Mariscal Lamar, Gaspar Sangurima, Av. de las Américas y Gran Colombia. En esta parroquia como en el resto de la ciudad de Cuenca se puede manejar la Bicicleta Pública, esta cuenta con estaciones en el Parque Calderón y en las afueras de la Iglesia de Santo Domingo.

## Atracciones turísticas

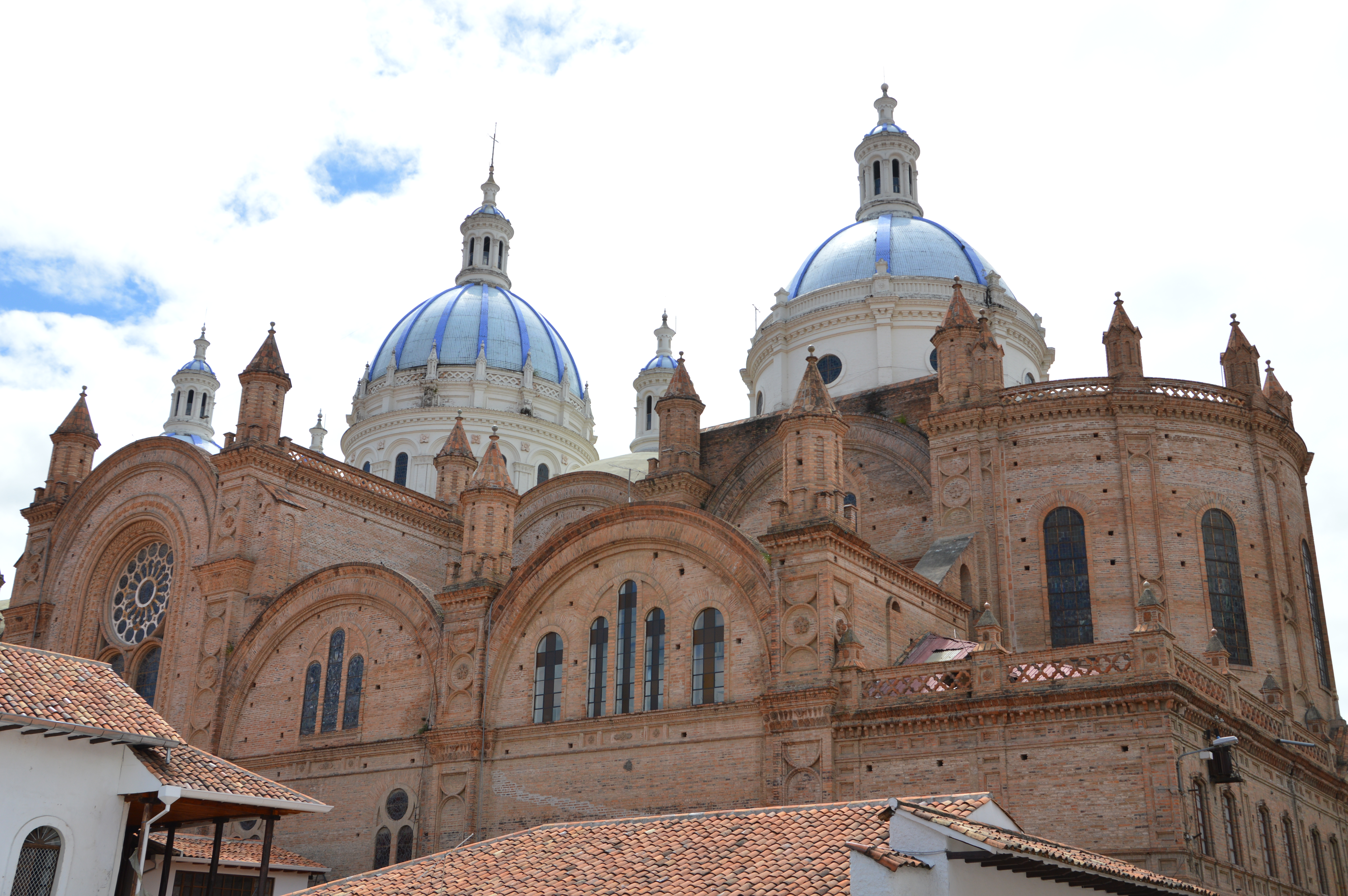
Cúpulas de la Catedral de Cuenca (Ecuador)

Las iglesias de la ciudad de Cuenca (Ecuador) son sin duda los puntos más interesantes en donde, tanto un visitante extranjero, como un ciudadano local busca conocer y disfrutar, en esta parroquia se encuentran las iglesias más simbólicas de la ciudad, como: La Catedral la Inmaculada Concepción, la Iglesia de San Francisco, Iglesia de Santo Domingo, Iglesia Carmen de la asunción y la simbólica Iglesia del Santo Cenáculo. 
Todas estas iglesias son símbolos máximos de la ciudad, y son las atracciones más interesantes para tener en cuenta si se visita esta ciudad.
En las afueras De la Iglesia Carmen de la Asunción se encuentra el Parque de las flores el cual formó parte del top 10 de Mercados de Flores en el mundo, según la prestigiosa revista National Geographic.
La Plaza Cruz del Vado es un símbolo del centro histórico de la ciudad y representa un cariño muy grande por parte de sus ciudadanos hacía sus tradiciones más cultas. Esta se levanta en uno de los barrios más tradicionales de la ciudad. La cruz se levantó como símbolo de protección para los viajeros que debían cruzar las aguas del Tomebamba cuando este crecía. Se encuentra ubicado en las calles Juan Montalvo y calle Larga.